# Pantheon
För andra betydelser, se Pantheon (olika betydelser).
Pantheon (Πάνθειον, av grekiskans παν, pan, "allt" och Θεός, theos, "gud") är ett antikt tempel vid Piazza della Rotonda i Rom. Det var under antiken en helgedom åt alla gudar, och i senare tid minnestempel över Italiens stora män, bland andra konstnärerna Rafael och Annibale Carracci och kungarna Viktor Emanuel II och Umberto I. Sedan 600-talet brukas Pantheon som en kyrka, Santa Maria ad Martyres. Kyrkan kallas emellanåt även för Santa Maria Rotonda.

## Historik
Pantheon var ett tempel, som tillägnades "alla gudar". Det är en av de få antika byggnader som har varit i kontinuerligt bruk sedan den uppfördes, och är det antika Roms bäst bevarade byggnad. Den nuvarande byggnaden uppfördes omkring 115–125 e.Kr. av kejsar Hadrianus och ersatte då, troligen med den arkitekturintresserade kejsarens medverkan, en tidigare tempelbyggnad, som konsuln Marcus Vipsanius Agrippa hade låtit uppföra år 27 f.Kr..
Få delar återstår av det ursprungliga templet byggt år 27,  men den nämns på portikens inskription:
| ” | M·AGRIPPA·L·F·COS·TERTIUM·FECIT | „ |

Vilket utskrivet blir: "M[arcus] Agrippa L[ucii] f[ilius] co[n]s[ul] tertium fecit", det vill säga "Marcus Agrippa, Lucius son, konsul för tredje gången, lät bygga detta".
Interiören domineras av den väldiga halvsfäriska kupolen som är gjuten i den romerska betongen Opus caementicium. Dess diameter och höjd är omkring 43 meter. Taket har en kassettindelning, samt en rund öppning mitten som kallas oculus, vilket ger rummet en storartad rymd och ljusverkan. Öppningen är omkring nio meter i diameter.
Pantheon brukades sedan 600-talet som kyrka under namnet  Santa Maria ad Martyres. År 609 fick påven Bonifatius IV byggnaden i gåva av den bysantinske kejsaren Fokas, Dess kupol var då sedan länge den största i västra Europa. Efter renässansen har byggnaden också använts som gravkyrka. Rafael och flera av Italiens kungar av huset Savojen har sina gravar i Pantheon.
Pantheon har under århundradenas gång inspirerat arkitekter, och många stadshus, universitet och bibliotek runt om i världen påminner därför om Pantheon.

## Bildgalleri

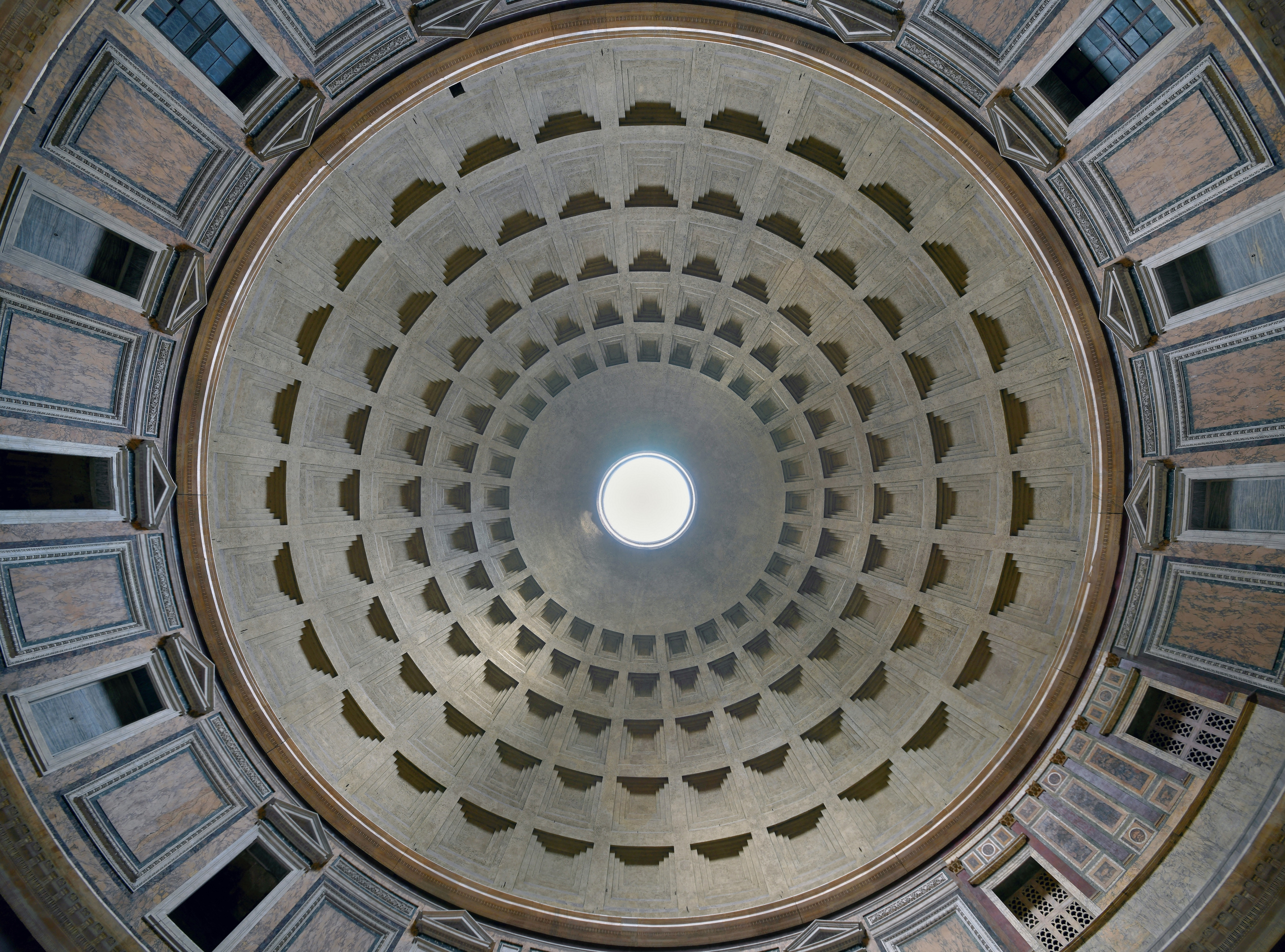
Kupolens interiör.
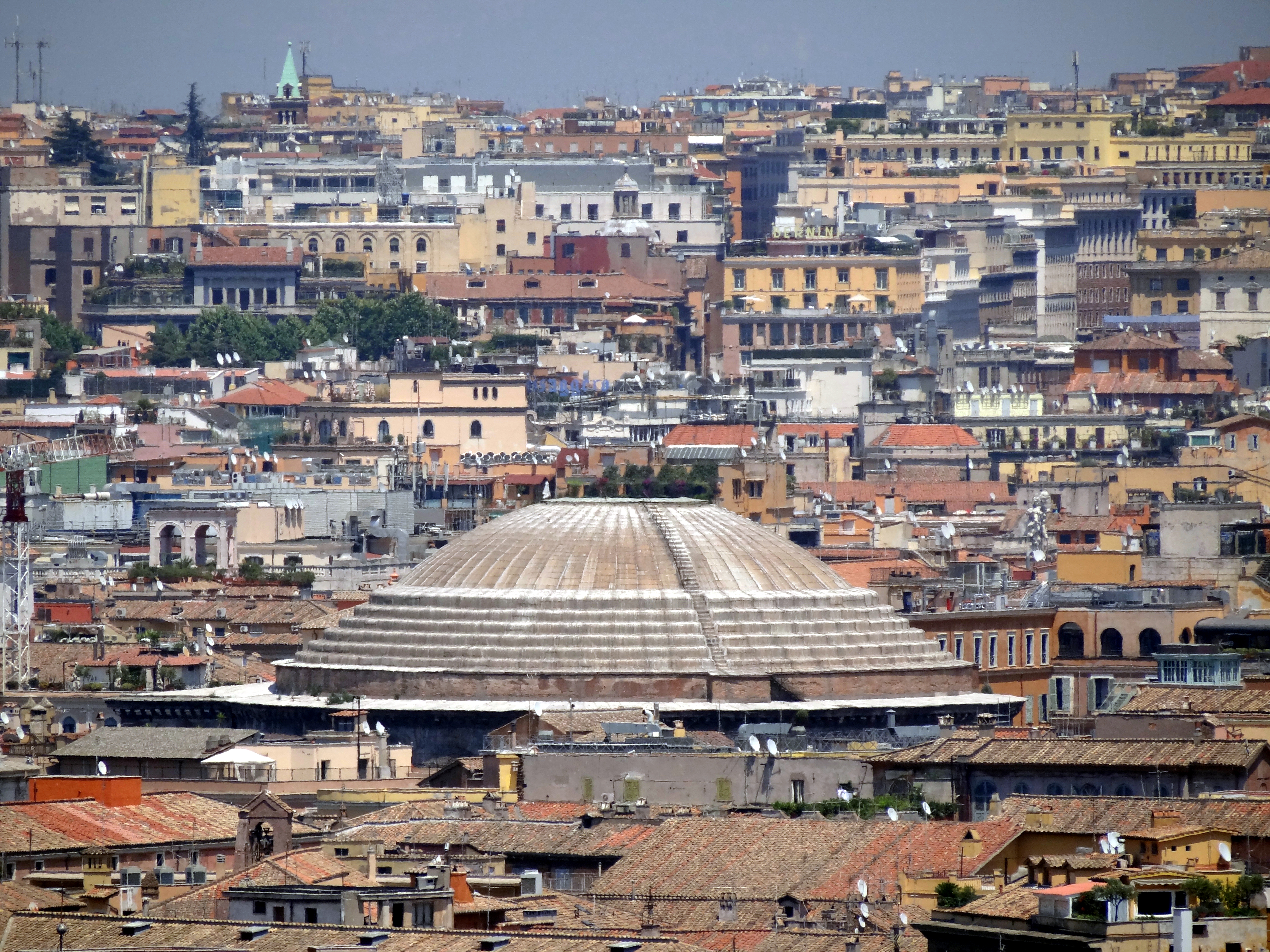
Pantheons kupol i stadsbilden.
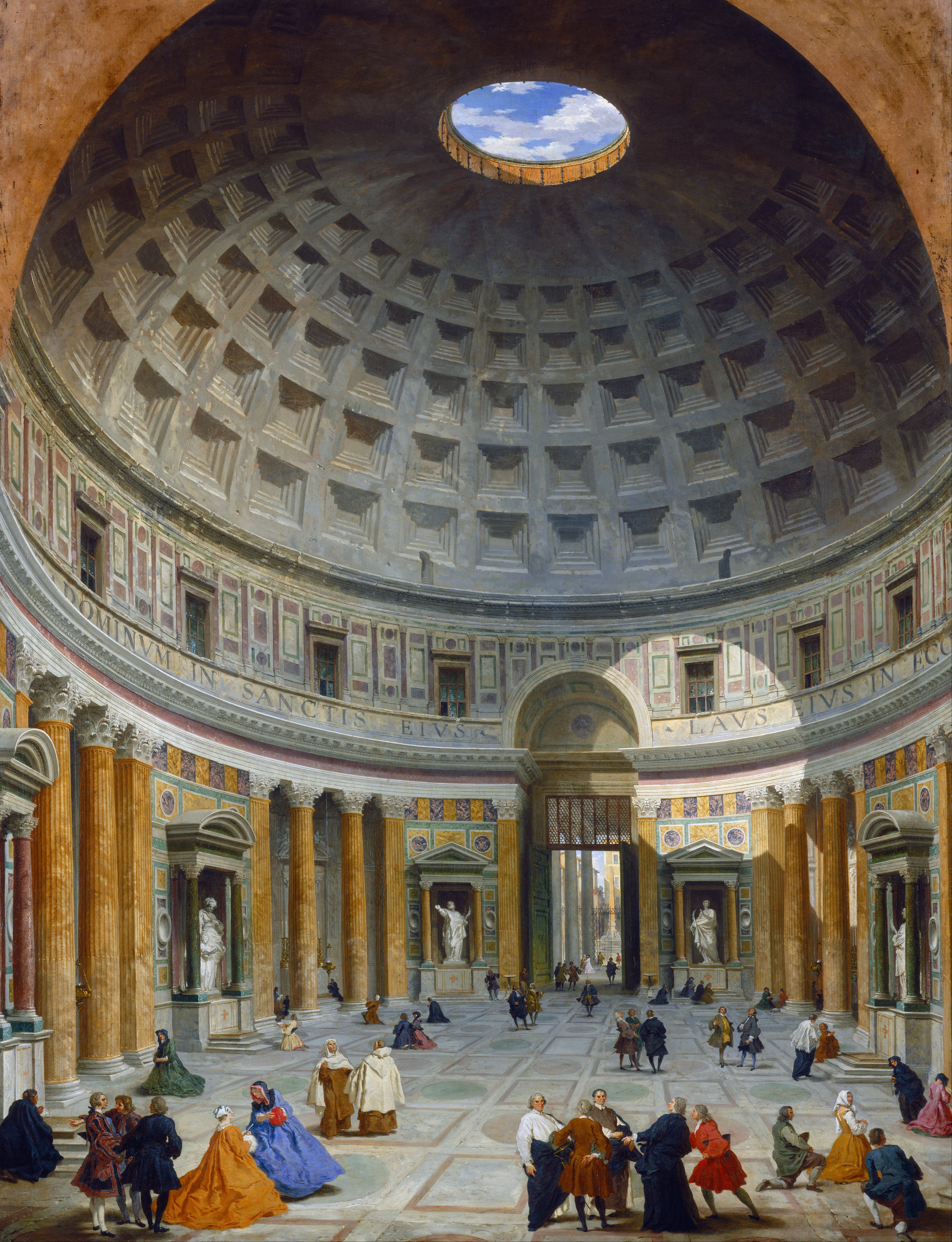
Målning av interiören från cirka 1734 av Giovanni Paolo Pannini.
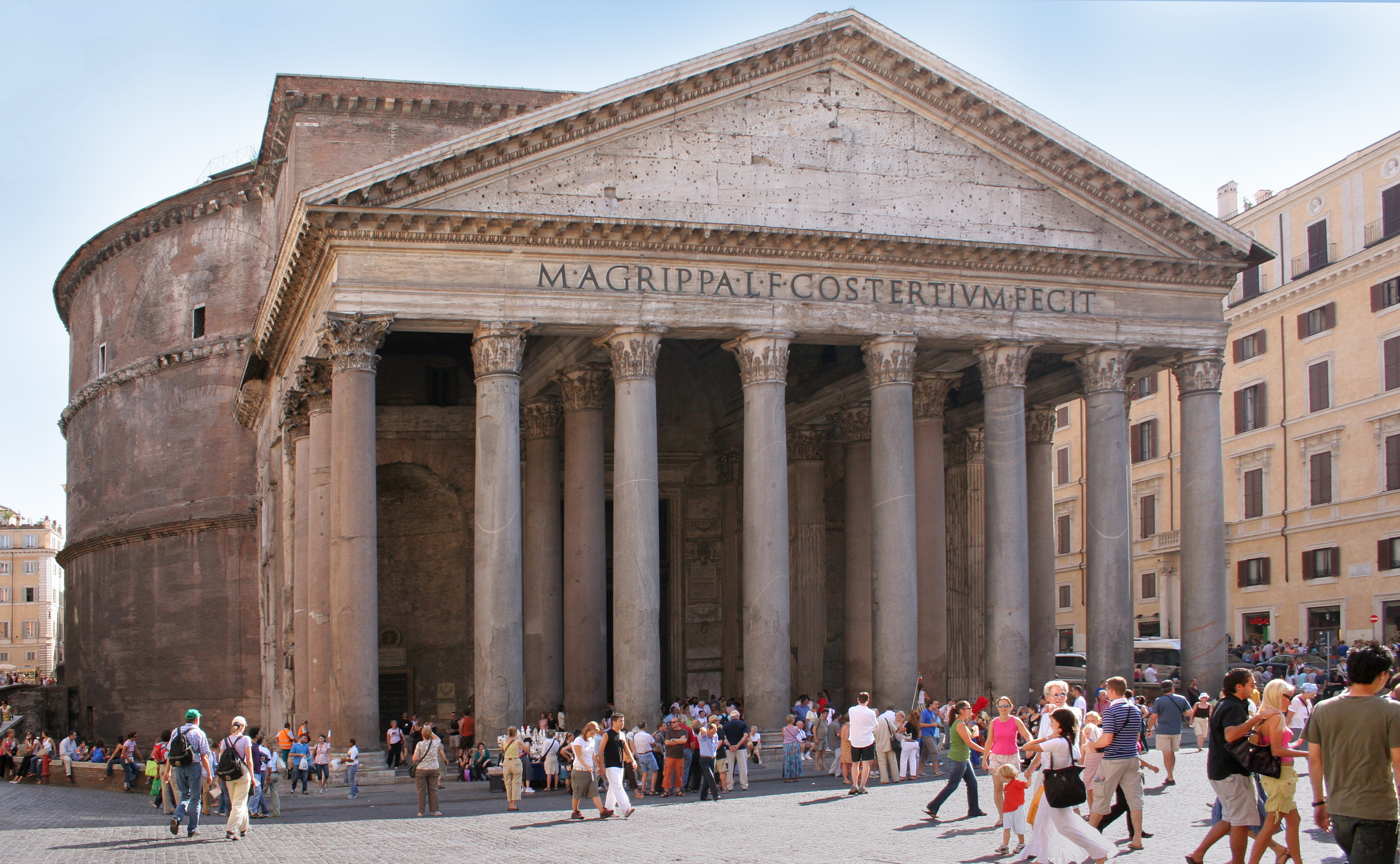
Pantheons portik med sina sexton korintiska kolonner.
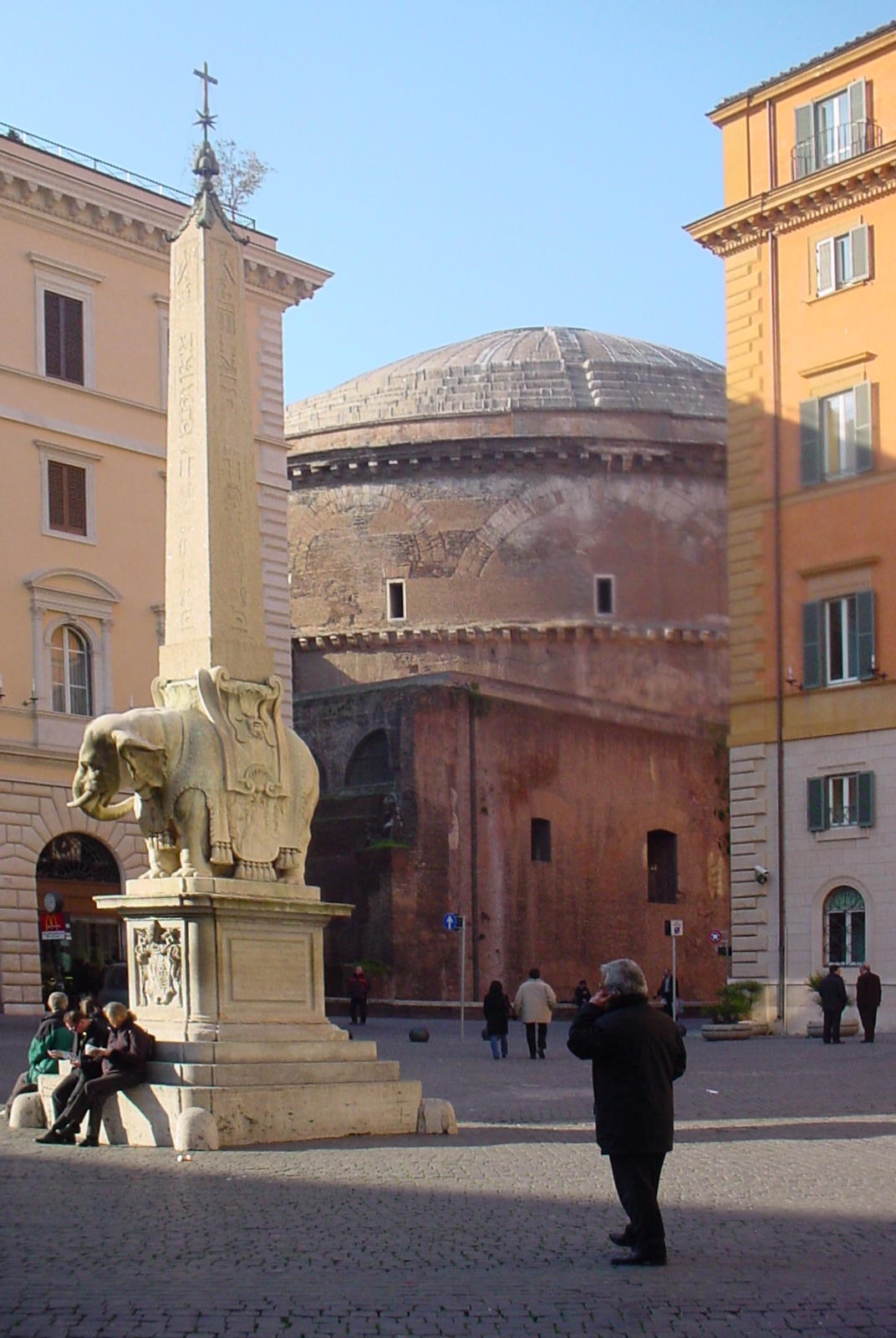
Sydöstra sidan av Pantheon Piazza della Minerva, 2006
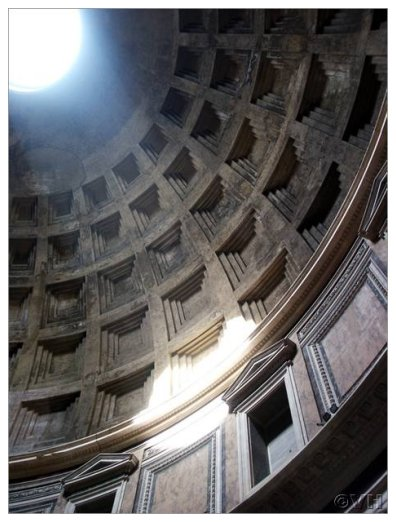
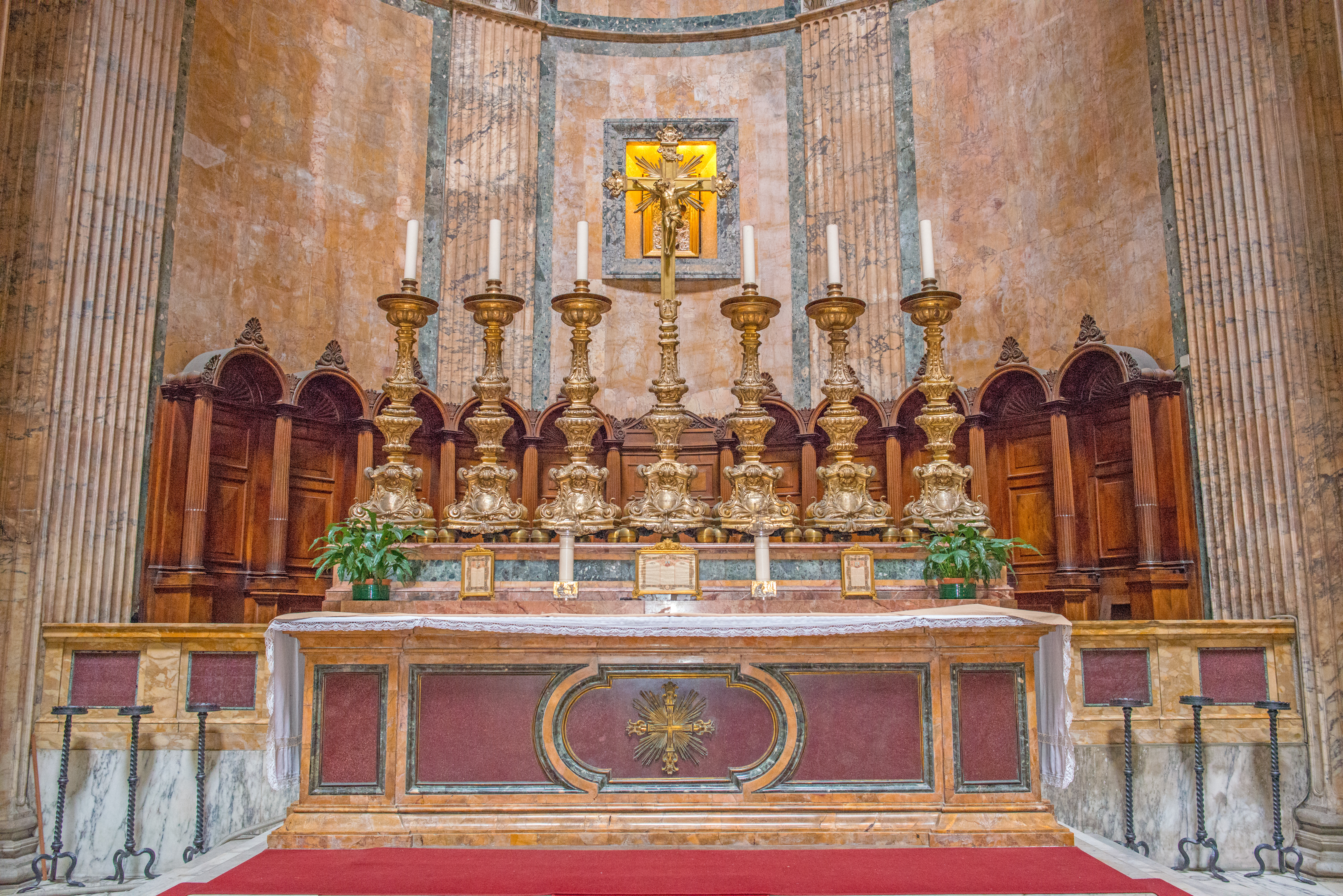
Pantheons altare.
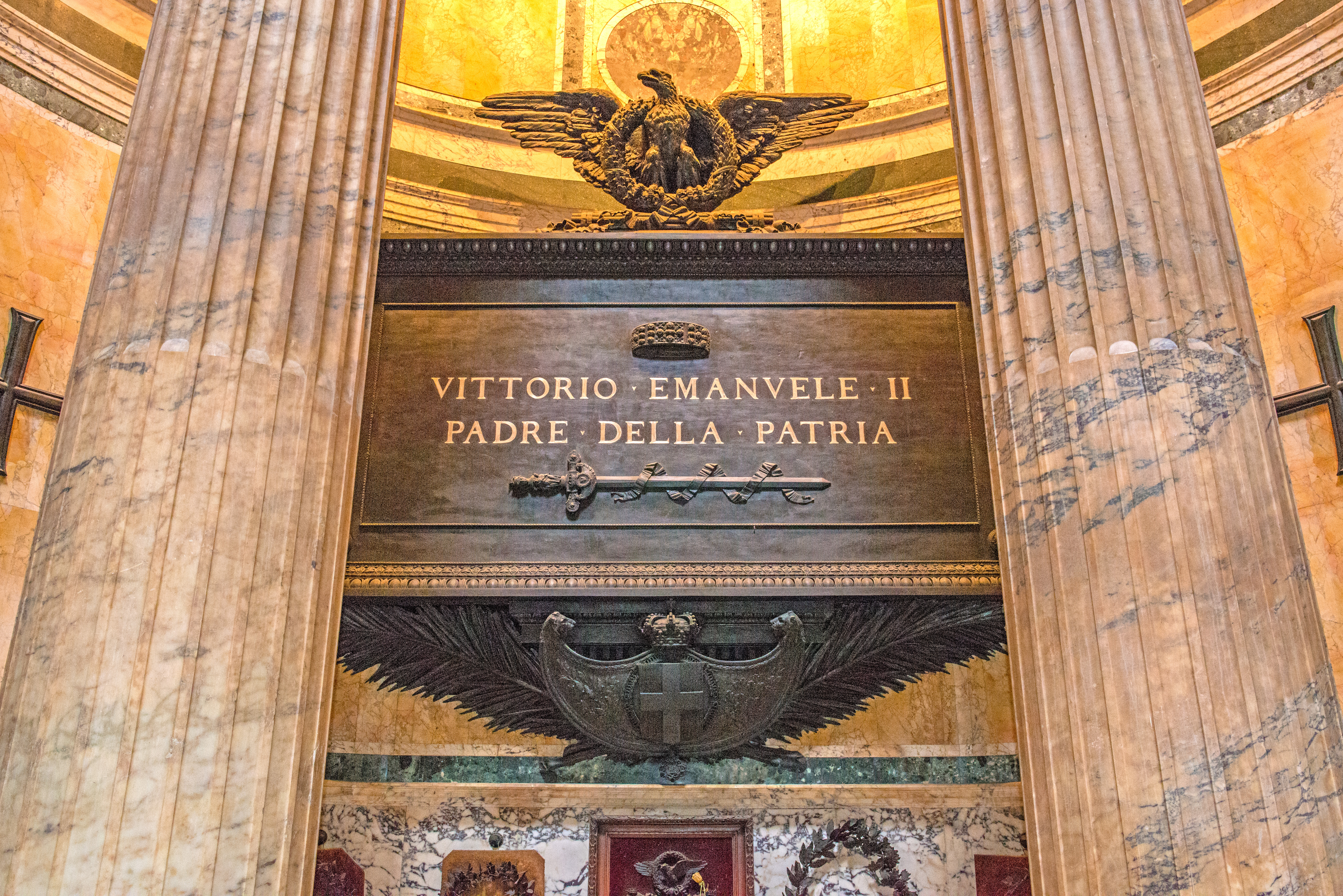
Kung Viktor Emanuel II:s grav.
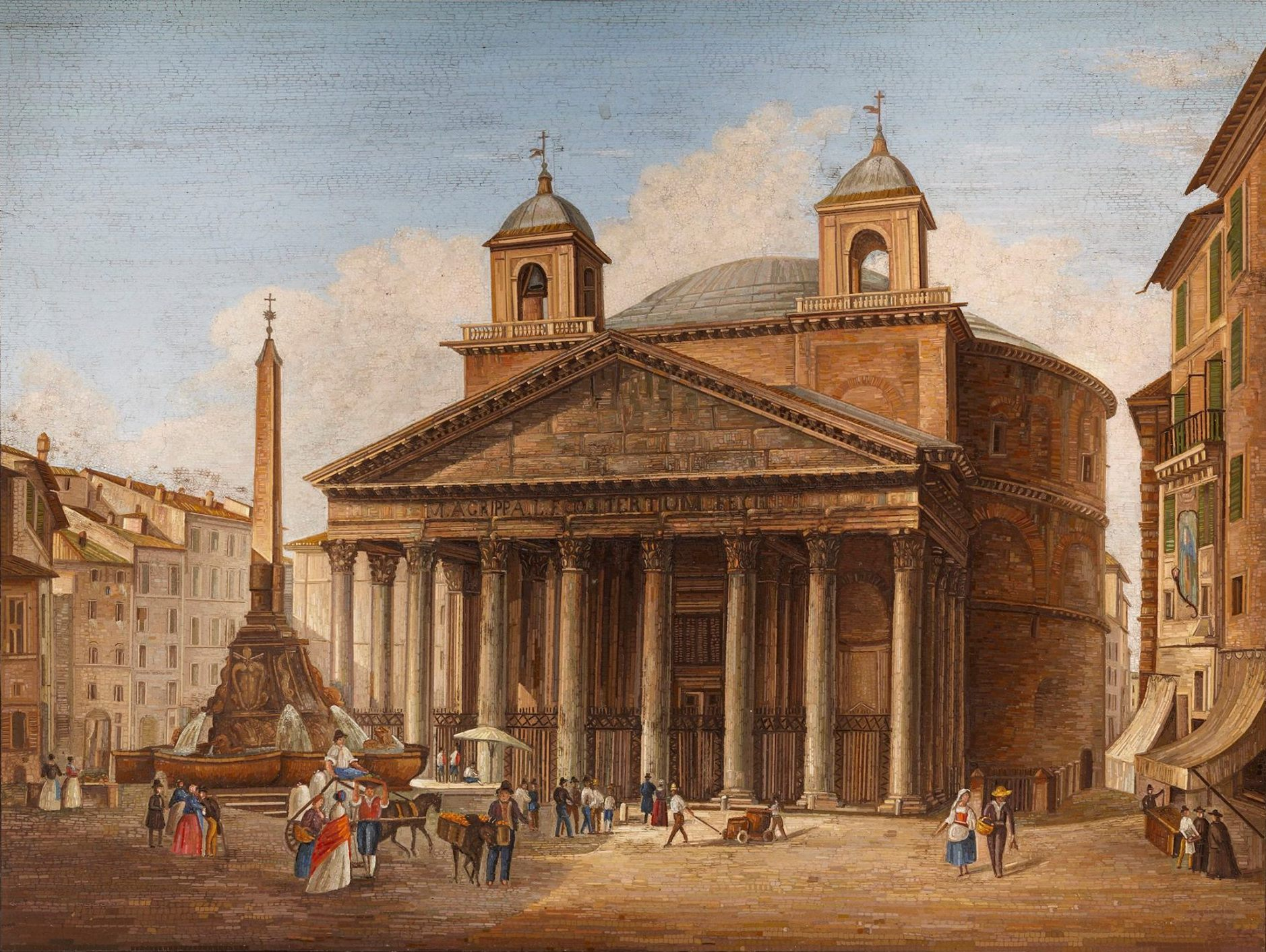
Pantheon med de klocktorn som attribueras till Bernini. De revs år 1883.